# International Vaccine Institute
Pour les articles homonymes, voir IVI.
Le International Vaccine Institute (IVI) est une organisation internationale indépendante à but non lucratif qui a été fondée pour améliorer la santé des enfants dans les pays en développement par l'utilisation de vaccins nouveaux et améliorés. Travaillant en collaboration avec la communauté scientifique internationale, les organisations de santé publique, les gouvernements et l'industrie, l'IVI est impliqué dans tous les domaines du spectre vaccinal, de la conception de nouveaux vaccins en laboratoire à l'évaluation des vaccins sur le terrain. L'organisation concentre ses activités dans les pays où les vaccins sont le plus nécessaires.
Créé initialement à l'initiative du Programme des Nations unies pour le développement, l'International Vaccine Institute a commencé ses opérations officielles en tant qu'organisation internationale indépendante en 1997. Son siège social est à Séoul, en Corée du Sud.
Actuellement, l'IVI est supporté par 35 pays et l'Organisation mondiale de la santé (OMS). L'Institut a pour mandat de travailler au développement et à l'introduction de vaccins destinés spécifiquement aux populations des pays en développement, en se concentrant sur les maladies négligées qui touchent ces régions.